# Eupithecia schmidii
Eupithecia schmidii är en fjärilsart som beskrevs av Karl Dietze 1872. Eupithecia schmidii ingår i släktet Eupithecia och familjen mätare. Inga underarter finns listade i Catalogue of Life.